# Peter Christoffer Qvistgaard
Peter Christoffer Qvistgaard (16. april 1775 på Gerdrup – 29. august 1807 i Køge) var en dansk godsejer og officer, bror til Iver Qvistgaard.
Han var søn af godsejer Morten Qvistgaard og dennes 2. hustru. Kort efter faderens død overtog Qvistgaard godserne Gerdrup og Lyngbygård. Den begejstring for fædrelandet, som slaget på Reden 1801 havde vakt over hele landet, greb også Qvistgaard; han ville også indrulleres i forsvarernes rækker. Han gennemgik derfor 1802 en eksercerskole og ansattes det følgende år som kaptajn i 5. bataljon af søndre sjællandske Landeværnsregiment. Landeværnet skulle have haft 6 dages øvelse hvert andet år, men det fik ikke engang denne højst tarvelige uddannelse. Intet under derfor, at det i kampen ved Køge 29. august 1807 kun dårlig holdt stand. Dog kunne enkelte lyspunkter fremhæves; Qvistgaard kastede sig således ind blandt de fjendtlige rækker for at rive folkene frem med sig, men de svigtede, og han fandt heltedøden. Steen Steensen Blicher har sat ham et varigt minde ved at hellige ham en af sine «Bavtastene», hvorfor Qvistgaards 3 sønner senere tolkede digteren deres taknemmelighed.
Qvistgaard havde 21. juni 1799 ægtet Anna Henriette Schow, datter af deputeret i Danske Kancelli Christen Schow. Hun giftede sig 2. gang 1814 med godsejer, etatsråd Peter Johansen de Neergaard.